# Vlag van Arum

Vlag van Arum

De vlag van Arum is de dorpsvlag van het Nederlandse dorp Arum, in de Friese gemeente Súdwest-Fryslân. Deze vlag is ontworpen door Klaes Sierksma. De vlag werd in 1955 aangenomen en in 1969 geregistreerd.
Bij gemeenteraadsbesluit van 19 april 1955 zijn een vlag vastgesteld voor de 27 dorpen van de vroegere gemeente Wonseradeel. Deze vlag is ontworpen door Klaes Sierksma.

## Ontwerp
De vlag bestaat uit drie verticale banen in het geel-rood-zwart. Aan de mastzijde toont een blauwe verticale baan met daarin een wit blokje.

## Verklaring
De kleuren geel, rood en zwart zijn afgeleid van het dorpswapen. De mastzijde toont de vlag van Wonseradeel, de gemeente waar Arum eerder tot behoorde.

## Zie ook

Wapen van Arum